# Tứ nghệ
Tứ nghệ (tiếng Trung: 四藝) là bốn bộ môn nghệ thuật mà giới quyền quý Trung Quốc cổ đại ưa chuộng để học tập, rèn luyện nhằm trở thành một sĩ đại phu hoặc ít ra là người kiện toàn về học thức. Tứ nghệ bao gồm: cầm (chơi đàn hoặc một nhạc cụ nào đó), kỳ (chơi cờ, thông thường là cờ vây), thư (viết thư pháp) và họa (biết vẽ tranh). Tứ nghệ cũng thường được gọi gộp chung là cầm kỳ thư họa. Đôi khi, thư cũng được thay thế bằng thi (biết làm thơ hoặc đối thơ).

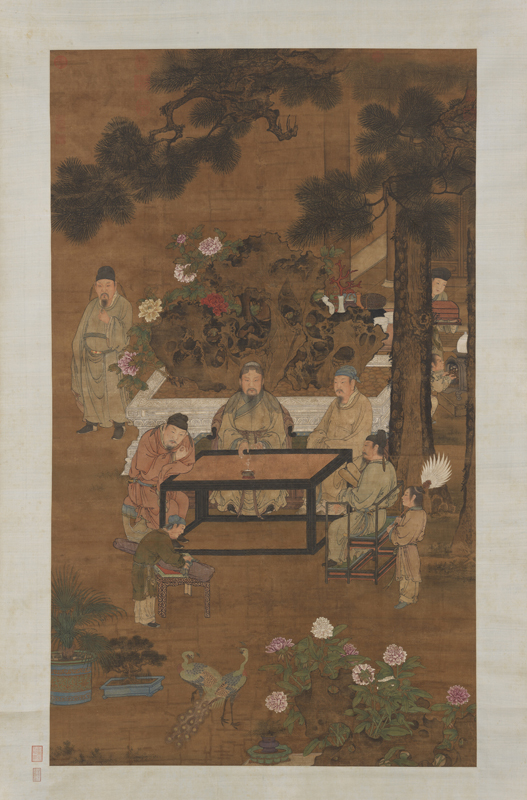
Cầm
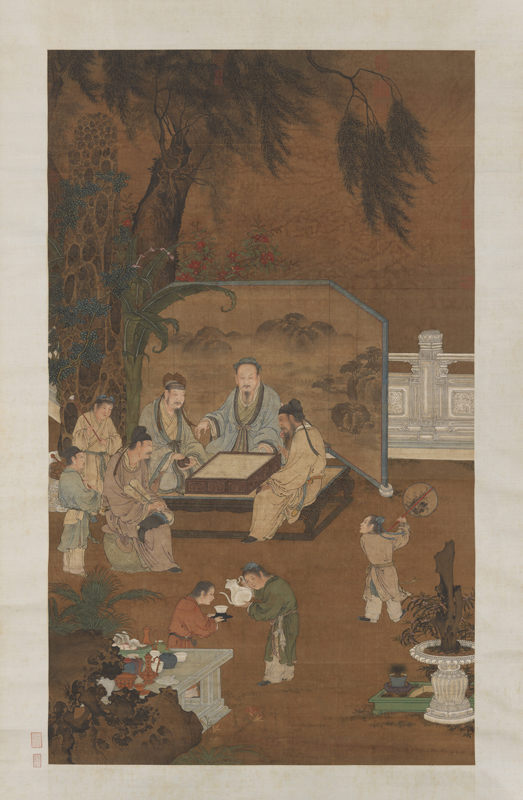
Cờ vây (Kỳ)
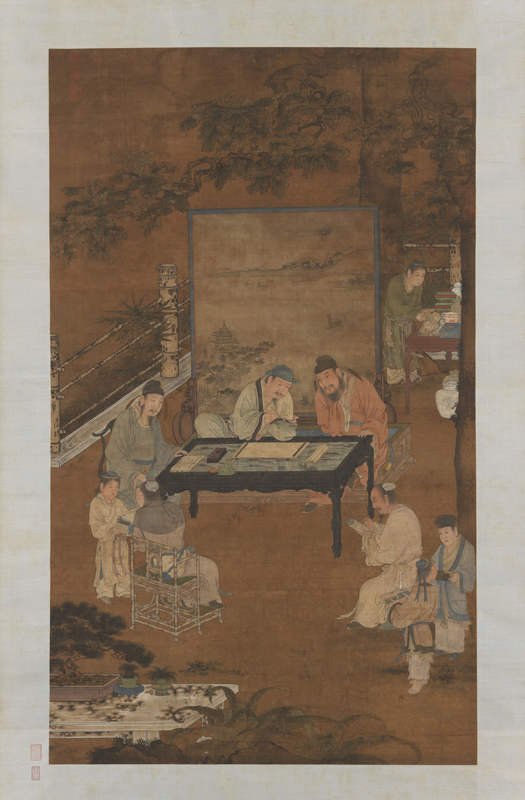
Thư pháp (Thư)
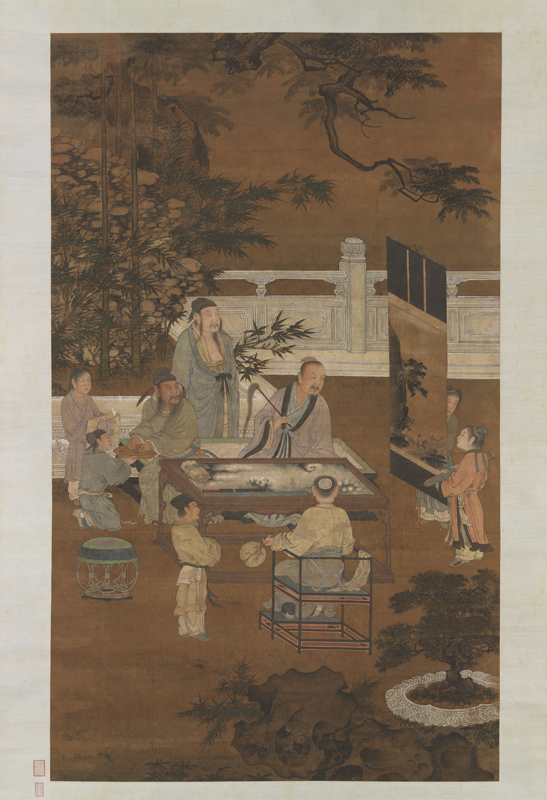
Họa

## Cầm

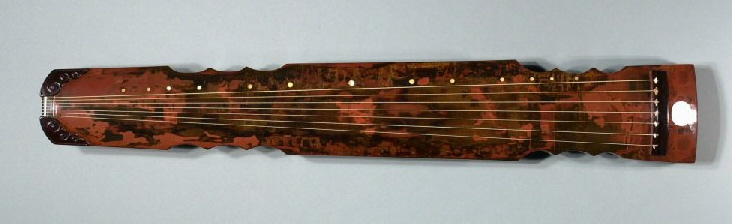
Cổ cầm

## Kỳ

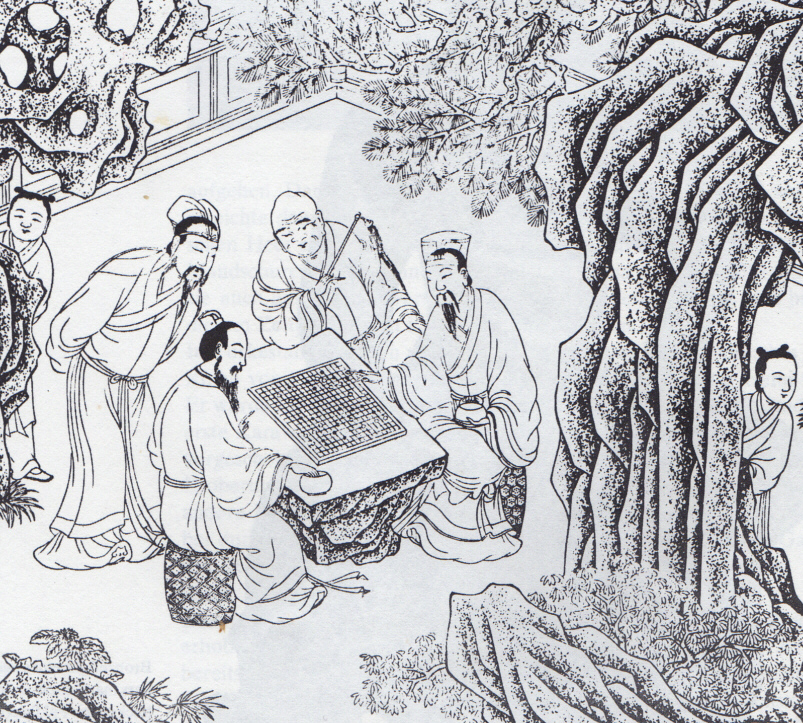
Một bức tranh thời Minh vẽ cảnh các kỳ thủ đang chơi cờ vây

## Thư

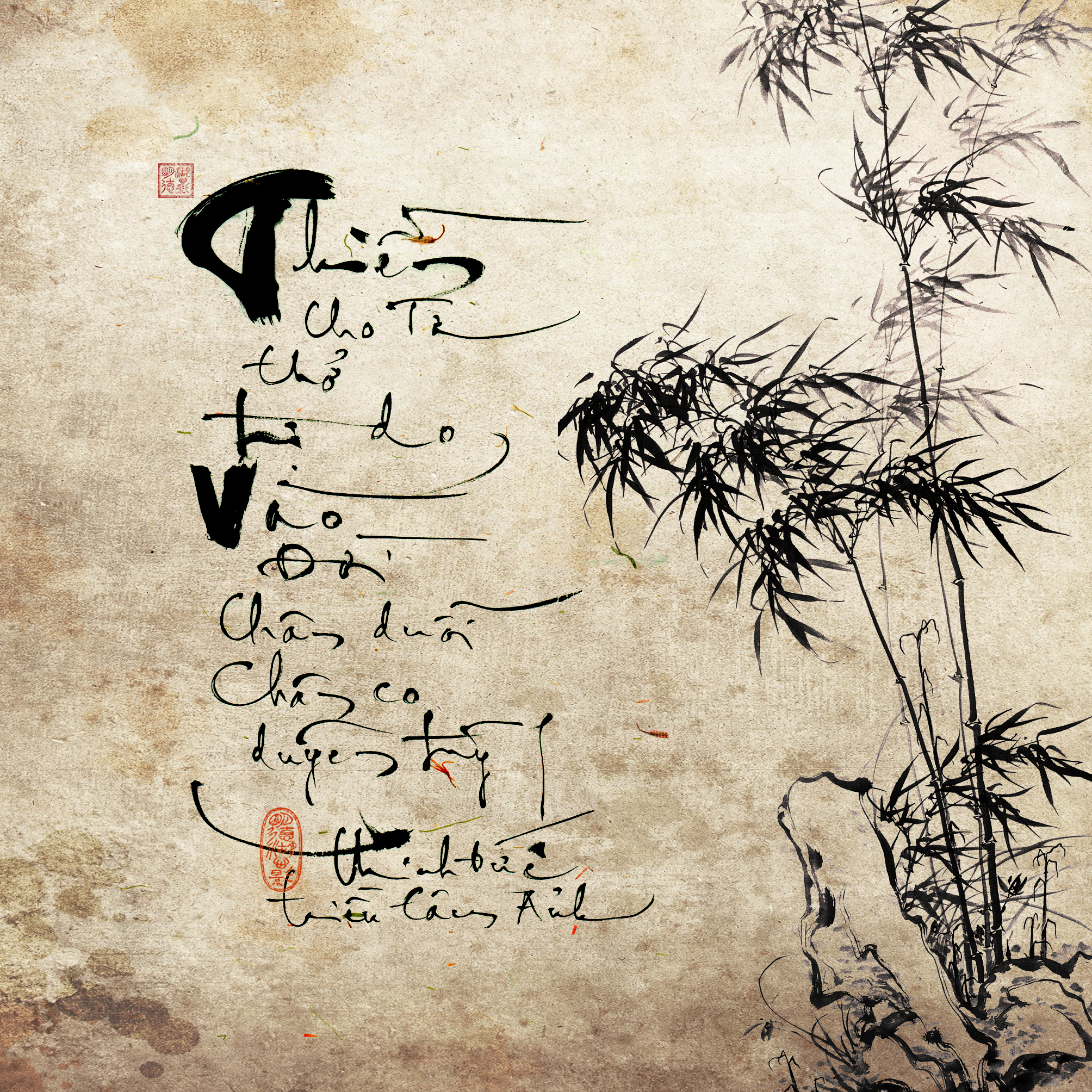
Thư pháp

## Họa

Tranh thủy mặc